# Batocera una
Batocera una là một loài bọ cánh cứng trong họ Cerambycidae.